# Католицька церква в Криму
Католицька церква в Криму представлена 13 приходами латинського обряду, що входять до дієцезії Одеси-Сімферополя, а також двома приходами візантійського обряду.

## Історія

### Християнство в Криму І тисячоліття

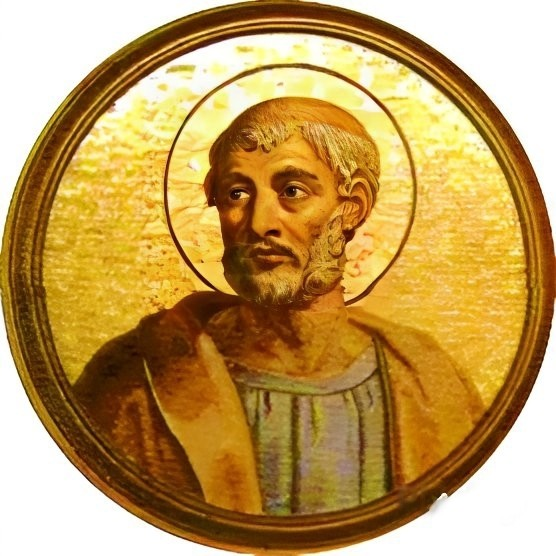
Святий Климент, папа римський, замучений в Херсонесі

Християнство в Криму має давню історію. За переданням, першим тут проповідував апостол Андрій Первозваний. Також згідно з переданням, саме в Криму близько 97 року прийняв мученицьку смерть святий Климент, папа римський.
На початку IV століття Костянтин Великий надав християнству статус державної релігії Римської імперії. У цей період Риму належали колишні грецькі поселення Боспорського царства і Херсонес. Решта території Криму була захоплена в III столітті німецьким плем'ям готів. Християнські місіонери вели серед готів досить успішну місіонерську діяльність. Після легалізації християнства на території Криму виникли три єпархії — Боспорська (з центром у Пантікапеї, сучасна Керч), Херсонеська і Готська. Боспорський і Готський єпископи брали участь в Нікейському соборі 325 року, єпископ Херсонеса Еферія підписав акти Константинопольського собору в 381 року. В кінці IV століття після розпаду імперії на Західну і Східну Крим опинився у сфері інтересів Константинополя. У 655 року в Херсонесі помер святий Мартин I, папа римський, засланий сюди візантійським імператором за засудження монофелітства. У VIII столітті до Криму переселилася з Малої Азії велика кількість іконошанувальників, переслідуваних іконоборцями, що прийшли до влади. Кількість єпархій збільшилась до п'яти, були створені Сурозька (з центром в Судаку) і Фулльска (місцезнаходження невідоме) . У IX столітті Херсонес відвідали просвітителі слов'ян святі Кирило і Мефодій, які стверджували віру місцевих жителів. Кирило вивіз із Криму частину мощей святого Климента і підніс їх папі римському Адріану II. Культ святого Климента став у цей період у Криму першорядним.

### Генуезькі колонії

Св. Климент на гербі Інкермана

До початку XIII століття гірський і південнобережний Крим знаходився під владою Візантійської імперії. Після її розпаду, що послідував за четвертим Хрестовим походом (1204), на території колишніх візантійських володінь утворилося князівство Феодоро. Державною релігією князівства було православ'я, офіційною мовою — грецька, а населення було поліетнічним конгломератом з переважанням греків і кримських готів. Незабаром після цього в 1223 році степовий Крим був захоплений монголами і став улусом Золотої Орди. У 1266 році за договором з ординцями в Криму виникла перша генуезька колонія — Кафа (Феодосія). Згодом Генуя розширила свої володіння в Криму, відвоювавши до XIV століття у Венеції і Феодоро все південне узбережжя. До генуезької колонії прибула значна кількість священиків і місіонерів, головним чином, з ордена францисканців. Францисканці крім опіки католиків в факторіях Генуї вели місіонерську роботу серед місцевого тюркомовного населення, зокрема ними було здійснено переклад Біблії на кипчацьку мову і складений знаменитий пам'ятник кипчакської мови — Codex Cumanicus. Відомостей про те, наскільки успішною була місіонерська діяльність серед місцевого населення, сучасні історики не мають. У 1318 році папа Іоанн XXII заснував католицьку Каффську єпархію на чолі з францисканським кустодом Джеронімо. В 1332 році була створена єпархія в Воспоро (Керч) і Херсонесі, в 1357 році в Чембало (Балаклава), а в 1365 році в Солдаї (Судак). До XV століття у Кафі було близько 20 католицьких церков і два монастирі. Після розпаду Золотої Орди і утворення в середині XV століття Кримського ханства положення генуезьких колоній істотно не змінилося.

### Кримське ханство і Османська імперія
У 1475 році процвітанню колоній прийшов кінець, вони разом із землями князівства Феодоро були захоплені Османською імперією. Значна частина італійського населення загинула при завоюванні, а більшу частину вцілілих османський султан Мехмед II переселив у свою столицю Константинополь. Нечисленна група італійців-католиків перебралася під захист кримського хана Менґлі I Ґерая, що обіцяв їм своє заступництво. Хан поселив їх в селі Сююрю-Таш (нині Білокам'яне Бахчисарайського району), розташованому в гірській місцевості на південь від Бахчисарая. Італійцям були даровані права дворянства, і вони часто залучалися на дипломатичну службу. Пізніше католицька громада переселилася в село Фоті-Сала, також розташоване поблизу від Бахчисарая. Громада поступово асимілювалася з навколишнім урумським і кримськотатарським населенням. За свідченням каффінського префекта, домініканця д'Асколі, на початку XVII століття там було лише 12 католицьких родин, а до середини XVIII століття католиків в Фоті-Сала не залишилося зовсім.
У XVII столітті в ході воєн з Річчю Посполитою османи і кримські татари захоплювали велику кількість полонених поляків-католиків. У 1612—1639 році в Кафі діяла місія домініканців, яка вела пастирську роботу серед полонених. На початку XVIII століття завдяки політичному зближенню Франції з Османською імперією французькі єзуїти отримали можливість діяти в Криму і навіть побудувати в Бахчисараї невеликий католицький храм. У 1740 році, однак, ця місія була ліквідована за наказом хана.
Ще одну групу католиків у ханському і османському Криму складали парафіяни Вірменської католицької церкви. Більша частина (понад 90%) кримських вірмен належала до Вірменської апостольської церкви, але скрізь, де проживали вірмени (в ті часи вони жили у всіх Криму великих містах) були також невеликі вірмено-католицькі громади. У середині XVIII століття чисельність вірмен-католиків в Криму оцінювалася в кілька сотень людей.

### У складі Російської імперії

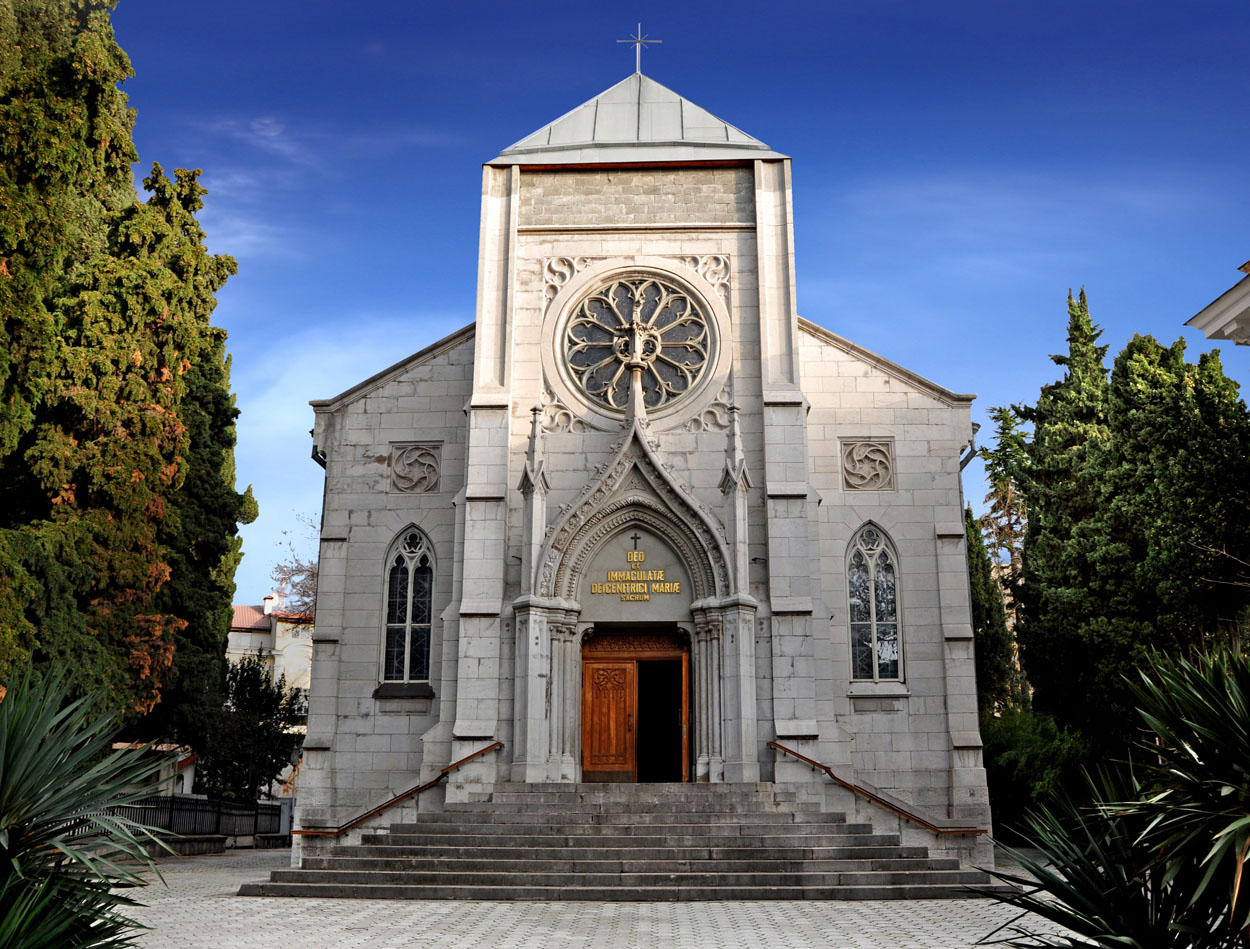
Католицький храм Непорочного зачаття в Ялті

У XIX столітті в Криму з'явилася велика кількість переселенців, які сповідували католицьку віру, головним чином, поляків і німців. Переселенці прибували як добровільно, так і вимушено, до числа останніх відносилися, в основному, засланці поляки. У цей час тут було збудовано велику кількість католицьких церков: у Ялті, Севастополі, Сімферополі і декількох селах. Граф Михайло Воронцов, одружений з польською княгинею Браницькою, побудував католицький храм в Алупці. У Сімферополі, окрім латинського храму існував також вірмено-католицький храм. У 1914 році загальне число католиків латинського та вірменського обрядів у Сімферополі становило 2 182 особи. Згідно з Переписом населення Російської імперії 1897 року в Таврійській губернії проживало 23 393 католика . Католицька церква Криму адміністративно відносилася до Тираспольської єпархії.

### XX століття
Після Жовтневого перевороту Католицька церква в Криму, як і в усій країні зазнала гонінь. У 20-х і 30-х роках були закриті всі католицькі храми півострова, священики репресовані. У 1926 року А. І. Фрізоні був таємно висвячений в єпископи Мішелем д'Ербіньї і призначений Апостольським адміністратором Одеським і південної частини Тираспольської єпархії (Крим, Одеса, Таганрог, Миколаїв, Херсон, Ростов- на-Дону). Радянські власті дізналися про хіротонію, і в 1929 року Фрізоні був арештований в Сімферополі, через два роки випущений, але незабаром знову заарештований. У 1936 року постановою Спеціальної колегії обласного суду Криму він був засуджений до вищої міри покарання і роком пізніше розстріляний.
Відновлення нормальної діяльності Католицької церкви почалося з 1991 року. Були зареєстровані католицькі парафії у всіх великих містах Криму, відновилися богослужіння. Головною проблемою Католицької церкви Криму в кінці XX — початку XXI століття стало повернення історичних церков, а також спорудження нових храмів замість зруйнованих.

## Сучасність
Нині в Криму існує 13 католицьких парафій латинського обряду: у Севастополі, Ялті, Сімферополь, Алушті, Феодосії, Євпаторії, Джанкої, Керчі, у селах Лобанове Джанкойського району, Ярке Джанкойського району,  Литвиненкове Красногвардійського району, Олександрівка Красногвардійського району та Кольчугіно Сімферопольського району.
Територія Криму входить до складу Одесько-Сімферопольської єпархії, яку очолює єпископ Броніслав Бернацький. У парафіях Криму на постійній основі працюють 10 священиків, настоятель севастопольської парафії Св. Климента займає посаду вікарія Одеського та Сімферопольського єпископа і входить до складу консультативної ради при Республіканському комітеті Криму у справах релігій. 

## Католицькі храми

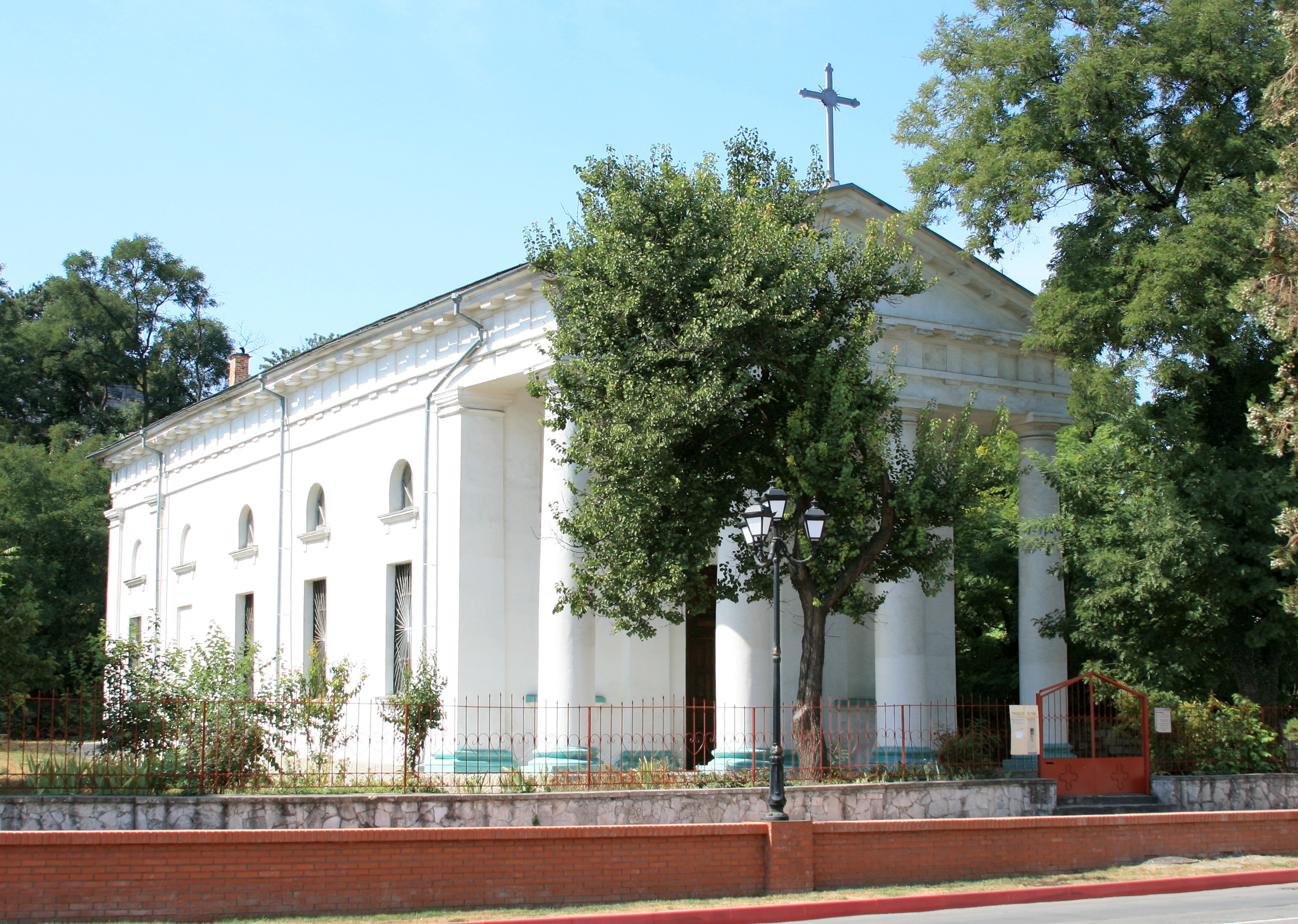
Церква Успіння в Керчі

З п'яти збережених історичних будівель Церкви повернуті католицьким громадам лише ялтинський і керченський храм; севастопольський храм, перероблений у радянський час у кінотеатр, не повернуто досі; храми в селах Олександрівка і Кольчугіно перебувають у напівзруйнованому стані. У Сімферополі, Феодосії та Євпаторії, де храми були зруйновані в радянський період, побудовані нові католицькі церкви.
Збережені історичні храми:
- Костел св. Климента (Севастополь). Побудований в 1911 році. У період Другої світової війни будівля була сильно постраждало від бомбардувань. У 1958 році будівлю було перебудовано в кінотеатр. Депутати міської ради відмовляють католицькій громаді у поверненні будівлі і пропонують або компенсувати будівництво нового кінотеатру, або територію для будівництва католицького храму в іншому місці[5]. Севастопольська парафія св. Климента проводить богослужіння в каплиці св. Климента, обладнаній в колишній квартирі. У 2018 році будівля була повернута католицькій громаді. В стані реконструкції.

- Храм Непорочного зачаття Пресвятої Діви Марії (Ялта). Побудований в 1906 році. За радянських часів там розміщувалися фонди Ялтинського історичного музею, в 1988 році в будівлі діяв відкритий будинок органної та камерної музики, але вже через три роки храм був переданий віруючим.

- Храм Успіння Богородиці (Керч). Побудований італійською громадою в 1840 році в стилі неокласицизму. За радянських часів перетворений в спортивний зал. Після передачі храму Церкві відновлювався 6 років[6]

Зруйновані:
- Храм у м. Сімферополь. Зруйнований в 1974 році. В наш час католицька парафія Успіння Пресвятої Діви Марії проводить служби у приватному будинку, переобладнаному під храм.
- Храм Успіння Богородиці в м. Феодосія. Зруйнований. Католицький прихід отримав можливість побудувати нову будівлю.
- Храм у м. Євпаторія. Зруйнований. Католицький прихід отримав можливість побудувати нову будівлю.